# Emerson Penalva
Emerson Penalva Lopes dos Santos (Esplanada, 14 de junho de 1973), é um administrador, empresário e político brasileiro, atualmente filiado ao Partido Democrático Trabalhista (PDT). Nas eleições de 2022, foi eleito deputado estadual da Bahia.